# Tatsuya Tanaka (Fußballspieler, 1992)
Tatsuya Tanaka (jap. 田中 達也; * 9. Juni 1992 in der Präfektur Fukuoka) ist ein japanischer Fußballspieler.

## Karriere
Tatsuya Tanaka erlernte das Fußballspielen in den Jugendmannschaften vom FC Bigwave und Avispa Fukuoka, in der Schulmannschaft der Higashi Fukuoka High School sowie in der Universitätsmannschaft der Kyushu Sangyo University. Von der Universität wurde er von 2011 bis 2013 dreimal an Roasso Kumamoto ausgeliehen. 2015 wurde er von Roasso fest verpflichtet. Der Verein aus der Präfektur Kumamoto, die in der Region Kyūshū auf der Insel Kyūshū liegt, spielte in der zweithöchsten Liga des Landes, der J2 League. Bei Roasso stand er bis Ende 2018 unter Vertrag. 2016 wurde er von Kumamoto an den Zweitligisten FC Gifu ausgeliehen. Mit dem Club aus Gifu spielte er 18-mal in der zweiten Liga. 2019 wurde er vom Erstligisten Gamba Osaka aus Osaka unter Vertrag genommen. Für Osaka spielte er bis Mitte 2019 achtmal in der ersten Liga. Im Juli wechselte er zum Ligakonkurrenten Ōita Trinita nach Ōita. Für Ōita absolvierte er 48 Erstligaspiele. Anfang 2021 wurde er von den  Urawa Red Diamonds verpflichtet. 2020 gewann er mit dem Verein den Kaiserpokal. Nach 28 Ligaspielen wechselte er im Januar 2022 nach Fukuoka zum Ligakonkurrenten Avispa Fukuoka. Hier stand er bis Mitte 2024 unter Vertrag. Im Juli 2024 zog es ihn nach Thailand. Hier unterschrieb er einen Vertrag beim Erstligisten Ratchaburi FC. Nach 30 Ligaspielen, in denen er neun Treffer erzielte, wurde sein Vertrag im Sommer 2025 nicht verlängert. TOKO Customs United FC, ein Drittligist aus Samut Prakan, der in der Eastern Region spielt, nahm ihn im Juli 2025 unter Vertrag.

## Erfolge
Urawa Red Diamonds
- Japanischer Pokalsieger: 2021